# Worstcasescenario
Een worstcasescenario , soms ook wel afgekort tot WCS, is een scenario waarin alles wat verkeerd kan gaan ook daadwerkelijk verkeerd blijkt te gaan, door de grootst mogelijke omvang van een zich manifesterend gevaar of een zich gelijktijdig voordoen van meerdere problemen. In de rampenbestrijding wordt bijvoorbeeld vaak gewerkt met een dergelijk scenario, waarbij er een schatting wordt gemaakt van het hoogst mogelijke aantal ongevallen en schadegevallen. Bij een worstcasescenario in de economie is er veelal sprake van een sterke deflatie van de markt. Organisaties kunnen eveneens een worstcasescenario opstellen; daarbij gaan zij uit van de minst gunstige gevolgen van een bepaalde hervorming. 
Het tegenovergestelde van een worstcasescenario is een bestcasescenario.